# Walter HWK 109-500
El Walter HWK 109-500 Starthilfe (alemany: assistència d'enlairament) era un motor de coet de combustible líquid desenvolupat per Hellmuth Walter a Alemanya durant la Segona Guerra Mundial per actuar com a motor auxiliar per a l'enlairament RATO en els avions de la Luftwaffe.
El HWK 109-500 era un motor modular autònom instal·lat en una gòndola externa, capaç de produir una empenta de 500 kg durant trenta segons. Després que es consumís el combustible, la gòndola era alliberada i tornava a la terra amb un paracaigudes, amb el paracaigudes envasat exteriorment, a l'extrem de la gòndola. Així es podia reutilitzar en altres enlairaments.
El T-Stoff, emmagatzemat en un gran dipòsit esfèric situat a l'extrem del mòdul Starthilfe, necessitava reaccionar amb un catalitzador per proporcionar l'empenta impulsora a l'avió en l'enlairament. El catalitzador Z-Stoff estava emmagatzemat en un dipòsit petit per sobre de la cambra de reacció just al capdavant de la tovera d'escapament. Per engegar el motor, el pilot,des la cabina de l'avió, activava una vàlvula solenoide que permetia el pas de l'aire comprimit d'una xarxa de cinc tancs a pressió que conduïa el T-Stoff i el Z-Stoff junts a través de la cambra de reacció, que presentava a l'interior, un deflector helicoïdal per allargar el període en què el monopropel·lent i el catalitzador estaven en contacte per obtenir una reacció catalítica més completa dins d'ella, abans que la reacció sortís per la tovera.